# Indigokardinal
Indigokardinal (Amaurospiza concolor) är en fågel i familjen kardinaler inom ordningen tättingar.

## Utseende och läte
Indigokardinalen är en liten och enfärgad finkliknande fågel. Hanen är matt mörkblå och honan varmbrun. I sydvästra Mexiko (relicta, se nedan) är hanen ljusare blå, mer jeansfärgad, medan honan snarare är gråbrun. Jämfört med liknande arter, notera den mestadels gråfärgade näbben, mindre än hos koboltkardinalen och annorlunda formad än hos purpurkardinal.

## Utbredning och systematik
Indigokardinalen förekommer i Centralamerika från södra Mexiko till Panama. Den delas in i två underarter med följande utbredning:
- A. c. relicta – södra Mexiko (södra Jalisco till Guerrero, Morelos och Oaxaca)
- A. c. concolor – södra Mexiko (Chiapas) till Nicaragua, Costa Rica och Panama

Tidigare inkluderades ecuadorkardinalen (A. aequatorialis) i arten, men denna urskiljs vanligen som egen art. Birdlife International och internationella naturvårdsunionen IUCN urskiljer istället relicta som den egna arten Amaurospiza relicta men för concolor och aequatorialis (och carrizalkardinal) till bläckkardinal (A. moesta). 

## Levnadssätt
Indigokardinalen är en fåtalig och lokalt förekommande fröätande fågel. Den ses vanligen enstaka eller i par, i bambu i skogsområden, huvudsakligen i lägre bergstrakter.

## Status
IUCN urskiljer relicta som egen art och hotkategoriserar den som livskraftig. De övriga underartena inkluderas dock i bläckkardinal, varför hotstatusen för dessa populationer inte bestämts separat.